# Inocybe rupestris
Inocybe rupestris är en svampart som tillhör divisionen basidiesvampar, och som beskrevs av Jules Favre. Inocybe rupestris ingår i släktet Inocybe, och familjen Crepidotaceae. Arten har ej påträffats i Sverige.